# 艾爾·萊特
阿洛伊斯·泰瑞·萊特（英語：Alois Terry Leiter，1965年10月23日—），暱稱艾爾（Al），是一位美國職棒大聯盟的球員，守備位置為投手。在19年的職業生涯中，萊特陸續效力於紐約洋基、多倫多藍鳥、佛羅里達馬林魚以及紐約大都會等球會。自球員身分退休後，他轉戰播報台，現為MLB Network的分析員，也在洋基轄下的YES Network進行播報。

## 生平

### 早年
萊特出生於新澤西州的柏克萊鎮，他的家庭是一個棒球世家，他的五名兄弟同樣從事棒球運動。高中時期，萊特曾連續投出無安打比賽，更有一場13局長、32次三振的驚人賽事（他個人並未取勝）。

### 球員生涯
紐約洋基
在1984年的大聯盟球員選秀會上，洋基隊在第二輪挑選了艾爾·萊特及馬克·萊特，兩人皆成長為洋基球團重要的新秀戰力。1987年9月15日，艾爾·萊特在主場先發出賽，是為他的大聯盟初登場，他也順利摘下生涯第一勝。
多倫多藍鳥
1989年4月30日，紐約洋基宣布將萊特交易至多倫多，隨後萊特進行了肩關節手術，在1989–92年間的例行賽期間少有出賽。
佛羅里達馬林魚
1995年賽季結束後，萊特以自由球員的身分與馬林魚隊簽約，1996年賽季則是他重返高峰的一年，5月11日投出了無安打比賽{{efn|馬林魚隊隊史的第一場無安打比賽，對手則是科羅拉多洛磯。並首次入選了全明星賽在1996年的全明星賽當中，國家聯盟以6-0獲得勝利，萊特是國聯的最後一名投手。在該年賽事之後，國聯在後來的13年間都在全明星賽鎩羽而歸，直到2010年再次獲勝為止。，球季結算也有16勝12負、防禦率2.93以及200次奪三振的成績。
1997年賽季，萊特與馬林魚隊獲得了世界大賽冠軍，他是世界大賽第7場的先發投手。
紐約大都會
1997年賽季結束後，萊特被交易至紐約大都會隊。在大都會的第一個賽季，他再次精進了自己的投球，球季通算17勝6負的佳績，防禦率只有2.47。
1999年賽季，大都會與紅人在例行賽期間的戰績相當，必須加賽一場，萊特被指定擔任「第163場」的先發投手，而他以兩安打完封的表現技壓對手。
2000年賽季，萊特第二次入選全明星隊，他的賽季成績則是16勝8負，防禦率3.20，200次奪三振，當年他們亦打入世界大賽，但負於同城的洋基隊。
2002年4月30日，萊特率隊擊敗了亞利桑那響尾蛇，使他成為自大聯盟擴編至30隊以來首位面對所有大聯盟球隊都有奪勝紀錄的投手。
在大都會的七年期間，保持健康的萊特總計累積了95勝67負的成績，平均防禦率3.42，三次擔任球季開幕先發，並在多項隊史紀錄中名列前茅。
佛羅里達馬林魚
2004年賽季結束後，大都會方面拒絕了萊特的球員選擇權，使他成為自由球員，萊特則轉而與馬林魚隊簽約，以一年800萬美元的合約重返邁阿密。然而，是年他的表現不如預期，保送大幅增加，控球也不若從前穩定，6月底甚至被調往牛棚擔任後援。
2005年7月14日，馬林魚宣布將萊特指定轉讓。
紐約洋基
亟需先發人手的紐約洋基隊接收了萊特，他於7月17日再次在洋基球場先發主投。萊特在後半球季大致維持水準，但他在季末向總教練喬·托瑞表示，他願意從先發行列中退出，將自己的位置讓與年輕投手艾倫·斯莫爾。洋基在美國聯盟的分區系列賽負於安納罕天使，萊特個人的最後一次登板是該系列賽事的第4場，以後援身分獲得勝投。
2006年，萊特與洋基簽訂了小聯盟合約，但他亦表示了退休的意願，加入球隊的春訓則是為了即將到來的世界棒球經典賽。隨著美國隊在經典賽遭到淘汰，萊特也隨即宣布退休。

### 球員退役後
卸下球員身分之後，萊特受福斯電視台邀請，在季後賽期間提供場上投手的分析與評論。此外，他也曾在ESPN、以及洋基轄下的YES Network亮相。2009年，他與大聯盟官方的MLB Network簽約，此後他同時擔任該台的分析員，以及YES方面的主播。自2009年起，萊特多次獲得美國運動艾美獎的分析員獎項提名，此外並成功獲得該單位的傑出報導獎。
2019年3月3日，紐約大都會任命萊特為球團顧問，負責球員發展、投手心理建設等工作，他所輔導的球員遍佈大、小聯盟。

## 政治參與
萊特曾表示願意代表共和黨在新澤西州競選公職。他曾參與克里斯·克里斯帝的接任團隊，擔任運動相關領域的委員會成員。

## 個人生活
萊特的家族血緣可追溯至奧地利、捷克與英國等地。他與妻子蘿莉（Lori）育有四名子女。

## 外部連結
- 球員資訊和成績在MLB，ESPN，Baseball-Reference，Fangraphs（英文）
- 艾爾·萊特在台灣棒球維基館上的頁面（繁體中文）